# 영동 이리사지 삼층석탑
영동 이리사지 삼층석탑(永同 伊利寺址 三層石塔)은 대한민국 충청북도 영동군 양산면 가곡리, 이리사지에 있던 삼층석탑이다. 1996년 4월 15일 영동군의 향토유적 제26호로 지정되었다.

## 개요
당초 비봉산 이리사지(숭추골)에 있던 것을 해방후 양산초등학교 교정으로 옮겨 놓아 보존하고 있다. 이것은 지대석과 상륜부분이 없고 다만 지대석 제2기단 1개의 돌만 있으며, 탑신이 거의 없고 옥개석도 거의 파손되었다. 고려시대 탑으로 추정되고 있으며, 전체 높이 2.4m, 폭이 1m이다.

## 같이 보기
- 이리사지
- 양산초등학교

## 참고 자료
- 이리사지 3층석탑[깨진 링크(과거 내용 찾기)] - 영동군 문화관광